# Teloschistes capensis
Teloschistes capensis är en lavart som först beskrevs av Carl von Linné d.y., och fick sitt nu gällande namn av Johannes Müller Argoviensis. Teloschistes capensis ingår i släktet Teloschistes och familjen Teloschistaceae.   Inga underarter finns listade i Catalogue of Life.